# Argumentation
Argumentation er det hovedsagelige fokus i fagområdet argumentationsteori, der er iblandt de underdiscipliner man finder inden for filosofi.

Sammen med logik, der er en anden underdisciplin i filosofi, så undervises man i argumentationsteori i at argumentere for sine synspunkter.

Det indbefatter, at man lærer at identificere grundelementerne i argumenter for at kunne både gennemskue styrken af andres måde at argumentere på

samt forme utvetydige, gyldige og empirisk sande argumenter selv.
Et andet fagområde, hvor argumentation indgår, er retorisk argumentation.

Her stifter man bekendtskab med forskellige argumentationsformer, retoriske virkemidler og andet inden for kommunikation, typisk med udgangspunkt i Stephen Toulmins argumentationsmodel.

Til forskel fra argumentationsteori, så er retorisk argumentation dog ikke en af filosofiens underdiscipliner.
Man kan se forskellen mellem de to fagområder på følgende måde:

Hvor argumentationsteori arbejder med sandheden, gyldigheden og tvetydigheden af argumenter, så arbejder retorisk argumentation med leveringen af argumenter,

i forhold til at overbevise andre.
| filosofi | Spire Denne filosofiartikel er en spire som bør udbygges. Du er velkommen til at hjælpe Wikipedia ved at udvide den. |